# Квітневе (Шепетівський район)
Квітне́ве (до 1966 року — Бісівка) — село в Україні, у Білогірській селищній територіальній громаді Шепетівського району Хмельницької області. Населення становить 291 особу. До 2018 орган місцевого самоврядування — Квітневська сільська рада.

## Історія
На території села живе і працює Герой України, колишній Генеральний директор НВА ТОВ «Перлина Поділля» Петро Володимирович Іващук.
Село Квітневе розташоване на північному заході Хмельницької області село межує на заході з селом Окопом, на півночі — з селом Соснівкою, на сході — з Весняним, на півдні — з Романовим Теофіпольського району. Віддаль до кожного села 2—3 км. За 7—10 км на північ від села проходить Південно-Західна залізниця. На південній околиці села проходить шосе Ямпіль — Біла Церква, побудоване в 1937 році. Село Квітневе знаходиться на 500 північної широти i 26,250 східної довготи.

### Середньовіччя
Народна легенда каже, що у північно-західній частині села в XIII столітті знаходилось невеличке поселення, яке носило назву Недесівка. Це поселення було зруйновано татаро-монгольською навалою. На місці цього старого поселення свідчить те, що через річку для зв'язку із селом Білогородкою ще збереглася насипана гребля, а також прямий видолинок, по якому проходить шлях. Північну частину села обмиває річка, яка за народними переказами носила назви: Тихович, Устя, Бісіца. Від останньої назви і походять села Бісівка і Бісовочка, які розташовані на цій річці. У старовину ця річка була набагато ширша, про це свідчить старе русло і береги навколо сучасної річки. Наприкінці 14 ст. Бісівка разом з іншими селами була завойована литовськими князями.
Після Кревської унії 1385 року польські і литовські магнати почали загарбувати міста і села Поділля і Волині під свої володіння. Село Бісівка вперше згадується в акті від 30 жовтня 1565 року в жалобі землянина Андрея Човгановського на землянку Ганну Ярмолинскую «об отнятии имений: Семенова, Гулевец, Туровка, Бесовка». Після Люблінської унії 1569 року польські магнати закріпили своє панування на більшій частині України село Бісівка переходить з рук одного феодала до рук другого феодала. Шляхтичі робили свої збройні напади на фільварки. Селяни неодноразово виступили проти своїх гнобителів.

### Новий час
У липні 1648 року війська Максима Кривоноса після бою під Констянтиновом ішли на Крем'янець через Бісівку і Ляхівці, i багато селян приєдналися до війська Кривоноса, у тому числі були і селяни сіл: Бісівка, Бісовочка і Соснівочка. Становище селян було надзвичайно тяжким.
До реформи 1861 року селяни були кріпаками. Землі було мало. Найкраща земля знаходилась в володінні пана. Селянам була відведена земля під с. Романовим за 3 км, від с. Бісівки. Після реформи 1861 року селяни повинні були платити викуп за землю по 40 крб. за рік. Такий викуп селяни платили 49 років до 1910 року. В 1909 році в селі Бісівка було 126 дворів i 694 жителі. В 1901 році була організована школа.

### Новітній час
Під час революції 1905–1907 рр. селяни потравили посіви панів в с. Бісівці і в с. Бісовочці.
Багато селян брали участь у Першій світовій війні.
7 (20) листопада 1917 року, відповідно до Третього Універсалу Української Центральної Ради, увійшло до складу Української Народної Республіки.
Після Жовтневого перевороту в 1918 році в село почали прибувати перші фронтовики, які постановили поділити між селянами землю поміщиків. Маєток пана був розгромлений селянами.
У 1919 році село звільнили гайдамаки. У липні 1920 року с. Бісівка було остаточно окуповане більшовиками.
У 1921 році була організована перша сільська рада депутатів трудящих із п'яти членів.
Восени 1921 року недалеко від станції Тетерів кіннота червоного бандита Косовського розгромила загін УНР Юрія Тютюнника.
У 1929 році, під час примусової колективізації, у селі Бісівка був організований колгосп, до складу якого ввійшли і жителі села Бісівочка, Соснівка і Соснівочка об'єднались в друге колективне господарство.
На початку 1933 року в Україні фактично розпочався Голодомор. Смертність від голоду почалася вже в перший місяць діяльності молотовської комісії. З березня 1933 року вона стала масовою. До загибелі мільйонів селян призвело холоднокровне рішення Сталіна в українських селян всі їстівні припаси. Аналіз даних статистики 30-х років свідчить про те, що прямі втрати населення від голоду в 1933 році — 3,5 мільйона, а повні демографічні втрати з 1932—1934 рр, включаючи зниження народжуваності, пов'язані з голодом, сягають за 5 мільйонів чоловік.
Випадків голодної смерті в с. Бісівка не було, хоча життєвий рівень в ці страшні роки був надзвичайно низьким. Люди в селі були дружними, заховували мішками зерна в підвалах, насіння закопували в землю, щоб весною можна було посіяти.
В історію України ввійшли ще страшніші роки — роки масових репресій 1937—1938 рр. Як і по всій Україні, так і з села Квітневого були забрані зовсім ні в чому не винні працьовиті люди як «вороги народу»: Немирівський Казимір Антонович, Ольшевський Франц Вікентійович, Длужневський Мар'ян Іванович, Рудківський Іван Іванович, Немирівський Іван Вікентійович, Гавришевський Мар'ян Іванович, Захарчук Степан Терентійович, Якимчук Андрій Матвійович.
У сім'ях цих людей є документи про реабілітацію їх у 1956–1958 роках.
Мирне життя сільчан порушив напад німецьких окупантів 22 червня 1941 року. У селі Бісівка не повернувся з війни кожен другий житель. Це в основному годувальники сімей: батьки, діди, брати. Залишились багато дітей-сиріт та напівсиріт.
З березня 1944 року було звільнено частинами Першого Українського фронту. Селяни взялись за відбудову господарства. У 1950 році колгоспи було укрупнено. На території сільської ради їх стало два з центрами в с. Соснівка і в с. Бісівка.
У 1955 році села сільської ради були радіофіковані. В 1963 році села були електрифіковані. Всі будинки після війни були заново збудовані (зникли солом'яні покрівлі).
У 1961 році в центрі поставлено пам'ятник Леніну, навколо пам'ятника посаджено парк. В 1966 році село Бісівка було перейменовано на село Квітневе.
У 1967 році було збудовано Будинок культури, сільмаг, пізніше мебльовий та продуктовий магазини, фельдшерсько-акушерський пункт, лазня. Побудована контора, пошта, побутова майстерня.
В 1973 році відкрила свої двері Квітневська середня школа (до цього працювала 8-річна школа). У той час в школі навчалося 267 учнів і працювало 19 вчителів, з них було 13 з вищою освітою.
Довгий час (19 років) місцевий колгосп очолював голова артілі Борець І. Ф. У місцевому колгоспі «Україна» на той час було 3,1 тис. га орної землі. Тут були розвинені рільництво, м'ясомолочне тваринництво. За трудові успіхи голова артілі І. Ф. Борець нагороджений Орденом Леніна. З кожним роком поліпшувався благоустрій села.
Такі ж найвищі нагороди мали: Заслужений механізатор України Григорчук Володимир Мілетович, Начальник мехзагону № 2- Гуменюк Володимир Григорович, механізатор Бондарук Василь Онисимович. Багатьма орденами й медалями нагороджені хлібороби сіл Квітневської сільської Ради: Лючева Ольга Григорівна, Катрук Валентин Степанович, Катрук Василь Федорович, Рижук Володимир Павлович, Вдович Володимир Петрович, та багато інших.
У 1993 році було розпочато газифікацію сіл території сільської ради. Було газифіковано 50 будинків села Квітневе. Уже завершилась газифікація всіх сіл.
У вересні 1992 року колгосп «Україна» був прейменований в агрофірму «Україна».
З січня 1998 року по квітень 2003 року в Квітневому відбувається чергова реорганізація. Агрофірму «Україна» перейменовано в Товариство з обмеженою відповідальністю племзавод «Квітневе», а потім агрофірма стала ТОВ «Науково — виробнича Агрофірма «Перлина Поділля» з генеральним директором Петром Іващуком.
12 червня 2020 року, відповідно до розпорядження Кабінету Міністрів України № 727-р «Про визначення адміністративних центрів та затвердження територій територіальних громад Хмельницької області», увійшло до складу Білогірської селищної громади.
19 липня 2020 року, в результаті адміністративно-територіальної реформи та ліквідації Білогірського району, село увійшло до складу новоутвореного Шепетівського району.

## Населення
За переписом населення України 2001 року в селі мешкало 342 особи.
У 2020 році чисельність населення становила ▼291 особу.

### Мова
Розподіл населення за рідною мовою за даними перепису 2001 року:
| Мова       | Кількість | Відсоток |
| ---------- | --------- | -------- |
| українська | 339       | 99.12%   |
| російська  | 2         | 0.59%    |
| вірменська | 1         | 0.29%    |
| Усього     | 342       | 100%     |